# Bijbelboek
Een Bijbelboek is een van de boeken waaruit de Bijbel is opgebouwd.
Het protestantse christendom erkent 66 boeken als behorende tot de Bijbel: 39 in het Oude Testament en 27 in het Nieuwe Testament. De 39 boeken van het Oude Testament vormen in een andere volgorde de joodse Tenach. Deze telling is vrij willekeurig. Zo is de splitsing van de boeken Samuel en Koningen uit de Septuagint afkomstig, terwijl de splitsing van de boeken der Kronieken pas in de 16e eeuw ontstond.

## Deuterocanonieke geschriften
Door de Rooms-Katholieke Kerk worden er nog zeven deuterocanonieke boeken, boeken in tweede instantie, tot het Oude Testament gerekend. Hiernaast zijn de boeken Ester en Daniël uitgebreider. Deze uitgebreidere versies, die eveneens deuterocanoniek genoemd worden, verschijnen in vele Bijbeluitgaven als apart boek.
Dan is er nog de Brief van Jeremia, die in de katholieke traditie als zesde hoofdstuk van het eveneens deuterocanonieke Baruch wordt gezien. Op deze manier telt de Bijbel volgens de rooms-katholieke canon 73 Bijbelboeken. Al deze deuterocanonieke geschriften heten in de rest van het christendom apocrief, verborgen. Er zijn nog apocriefe (en zelfs van een lagere orde, de zogeheten pseudepigrafische) boeken, maar deze worden door niemand als Bijbelboek erkend.

## Oude Testament
- Pentateuch
  - Genesis
  - Exodus
  - Leviticus
  - Numeri
  - Deuteronomium
- Historische boeken
  - Jozua
  - Rechters
  - Ruth 2
  - Samuel en Koningen
    - 1 Samuel
    - 2 Samuel
    - 1 Koningen
    - 2 Koningen

  - Kronieken en Ezra–Nehemia
    - 1 Kronieken
    - 2 Kronieken
    - Ezra
    - Nehemia

  - Ester 2
- Poëzie en wijsheid
  - Job 3
  - Psalmen
  - Spreuken 3
  - Prediker 2 3
  - Hooglied 2
- Profetenboeken
  - Grote profeten
    - Jesaja
    - Jeremia
      - Klaagliederen 1

    - Ezechiël
    - Daniël

  - Kleine profeten
    - Hosea
    - Joël
    - Amos
    - Obadja
    - Jona
    - Micha
    - Nahum
    - Habakuk
    - Sefanja
    - Haggai
    - Zacharia
    - Maleachi

## Deuterocanonieke boeken
- Tobit
- Judit
- Toevoegingen op Ester
- 1 Makkabeeën
- 2 Makkabeeën
- Wijsheid (van Salomo)
- Wijsheid van Jezus Sirach
- Baruch
- Brief van Jeremia
- Toevoegingen aan Daniël

## Nieuwe Testament
- Evangeliën
  - Matteüs
  - Marcus
  - Lucas
  - Johannes
- Handelingen van de apostelen
- Brieven van Paulus
  - Romeinen
  - 1 Korintiërs
  - 2 Korintiërs
  - Galaten
  - Efeziërs
  - Filippenzen
  - Kolossenzen
  - 1 Tessalonicenzen
  - 2 Tessalonicenzen
  - 1 Timoteüs
  - 2 Timoteüs
  - Titus
  - Filemon
- Overige brieven
  - Hebreeën
  - Jakobus
  - 1 Petrus
  - 2 Petrus
  - 1 Johannes
  - 2 Johannes
  - 3 Johannes
  - Judas
- Openbaring van Johannes

Legenda:
1 Wordt ook tot de poëzie gerekend
2 Wordt ook tot de feestrollen gerekend
3 Wordt ook tot de 'wijsheidsboeken' gerekend

## Citeren uit de Bijbel: Nummering van hoofdstukken en verzen
In de 16e eeuw werden de Bijbelboeken in genummerde hoofdstukken en verzen verdeeld.
Een vers - zo genoemd hoewel het niets met een lied te maken heeft - is ongeveer een volzin lang.
Dankzij de nummering is het mogelijk geworden naar een bepaalde tekst te verwijzen en verschillende vertalingen te vergelijken.
In de gebruikelijke notatie zijn er drie leestekens:
- Dubbelepunt: scheidingsteken tussen hoofdstuk en vers
- Koppelteken: tot en met
- Komma: en

Bijvoorbeeld: 
- Genesis 37, 39-45:15 betekent: hoofdstuk 37, hoofdstuk 39 tot en met 44 en de verzen 1 tot en met 15 van hoofdstuk 45. Een langere notatie is: Genesis 37:1-36, 39:1-45:15.

In de Vlaamse Rooms Katholieke Kerk worden andere regels gehanteerd voor het citeren uit de Bijbel. Om verwarring te vermijden wordt deze notatie in Wikipedia niet aanbevolen.
- Komma: scheidingsteken tussen hoofdstuk en vers
- Koppelteken tussen verzen: tot en met (met betrekking tot verzen)
- Koppelteken tussen hoofdstuk en vers en hoofdstuk en vers: 'en'[bron?]
- Punt: 'en' (met betrekking tot verzen)

Enkele voorbeelden van verwijzingen in de Vlaamse Rooms Katholieke Kerk: 
- Nu 1,10: Numeri hoofdstuk 1, vers 10
- Lv 1,1-10: Leviticus hoofdstuk 1, verzen 1 tot en met 10
- Lv 2,2.5: Leviticus hoofdstuk 2, verzen 2 en 5
- Joz 2,5-4,7: Jozua hoofdstuk 2, vers 5 tot en met hoofdstuk 4, vers 7
- Joz 2,5.8-7,3: Jozua hoofdstuk 2, vers 5 en vers 8 tot en met hoofdstuk 7, vers 3
- Job 2,3a: Job hoofdstuk 2, 1e deel van vers 3
- Job 2,3; 6,7: Job hoofdstuk 2, vers 3; hoofdstuk 6, vers 7
- Synoptische parallelplaatsen: Mc 16,1 par.; Mt 6,5 par

De nummering van de verzen is echter niet overal gelijk. Er was soms onenigheid over de juiste plaats om een hoofdstuk te beginnen en soms worden er stukken toegevoegd (of verwijderd) die niet in alle handschriften voorkomen, waardoor de nummering van de verzen soms uit de pas loopt. In de NBV staan voetnoten als de versnummering afwijkt van de NBG, maar er zijn ook afwijkingen met andere vertalingen (onder andere King James) die niet in de voetnoten staan.
Zie Lijst van afwijkende nummering van Bijbelverzen.
De namen van Bijbelboeken, hierboven deels al enigszins afgekort, worden in verwijzingen vaak nader afgekort, bijvoorbeeld Joh. 3:16.